# Crateromys schadenbergi
Il ratto delle cortecce di Schadenberg (Crateromys schadenbergi  Meyer, 1895) è un roditore della famiglia dei Muridi endemico dell'isola di Luzon, nelle Filippine.

## Descrizione

### Dimensioni
Roditore di grandi dimensioni, con la lunghezza della testa e del corpo tra 343 e 389 mm, la lunghezza della coda tra 355 e 475 mm, la lunghezza del piede tra 72 e 73 mm, la lunghezza delle orecchie di 32 mm e un peso fino a 1,5 kg.

### Aspetto
La pelliccia è lunga, soffice e abbondante. Sono presenti tre fasi nel colore del corpo: più della metà degli individui sono completamente neri, una parte è grigiastra con il muso nerastro, mentre alcuni esemplari sono neri con gli arti anteriori e la testa bianchi. Sul capo è presente solitamente una cresta. La coda è più lunga della testa e del corpo, densamente ricoperta di peli, simile a quella degli scoiattoli, e dello stesso colore del corpo.

## Biologia

### Comportamento
È una specie arboricola e notturna. Si rifugia nelle cavità degli alberi o in buche tra le radici degli alberi.

### Alimentazione
Si nutre di vegetazione tenera e germogli.

## Distribuzione e habitat
Questa specie è endemica delle montagne settentrionali dell'isola di Luzon, nelle Filippine.
Vive nelle foreste dominate da querce tra 2.000 e 2.500 metri di altitudine.

## Conservazione
La IUCN Red List, considerato l'areale limitato e frammentato e il continuo declino nella qualità del proprio habitat, classifica C.schadenbergi come specie in pericolo (EN).